# 世界三大夜景
世界三大夜景（せかいさんだいやけい）とは、世界中の代表的な夜景を3か所選んだものを指す。日本では、各地の夜景の紹介において、100万ドルの夜景、1,000万ドルの夜景、日本三大夜景と言われる日本国内の各種団体による（命名者不明も含め）色々な表現を見ることができるが、その一つとして、香港・函館・ナポリの夜景を世界三大夜景と称するものがある。ただし、この3か所を選択した人物や団体、根拠、時期などは不明である。
日本以外においては、中華圏でのみ和製漢語として使われることがあるだけであり、世界的に使われる言葉ではない。

## バリエーション

### 選択した人物や団体、根拠、時期などは不明なもの

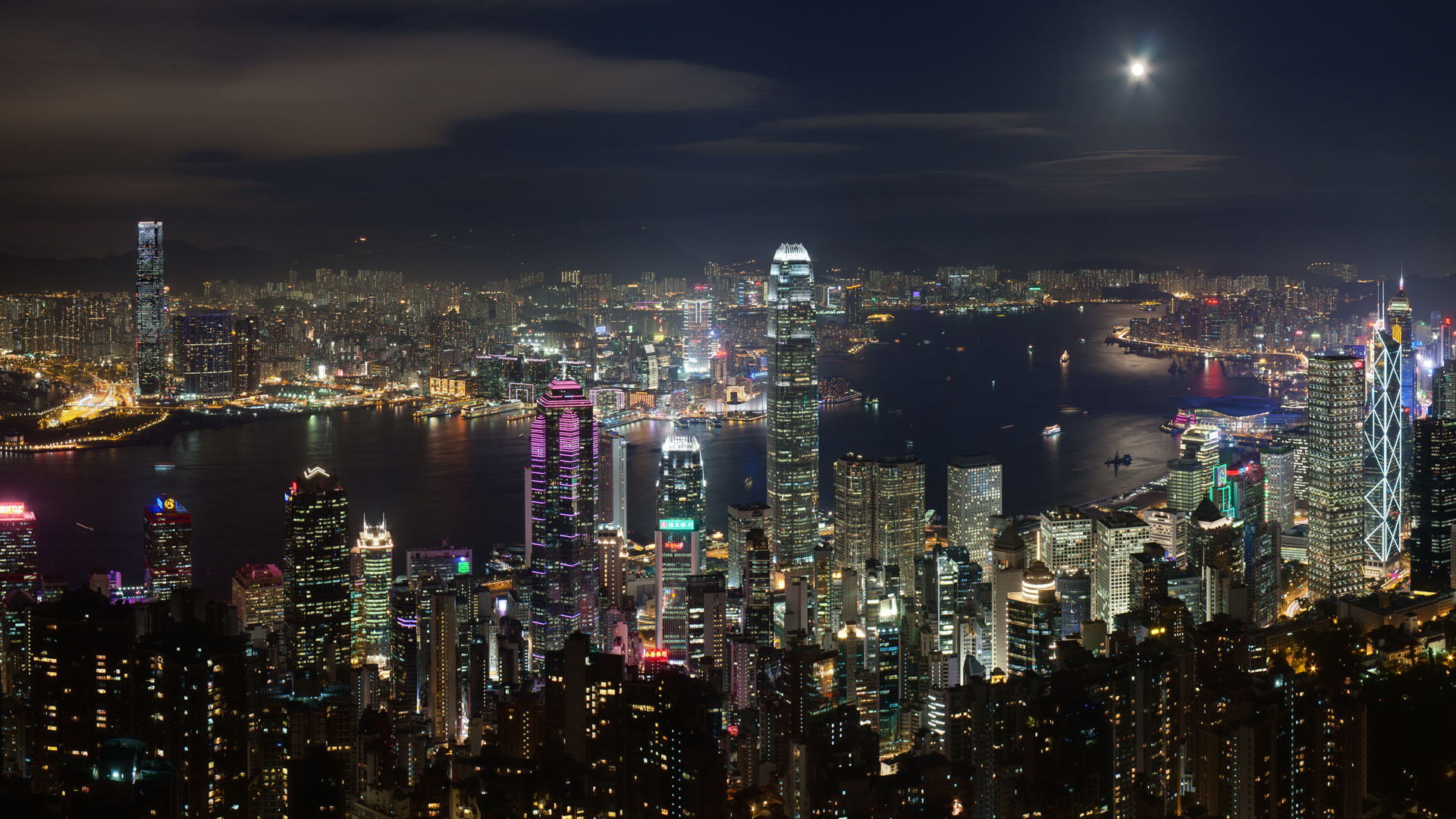
香港
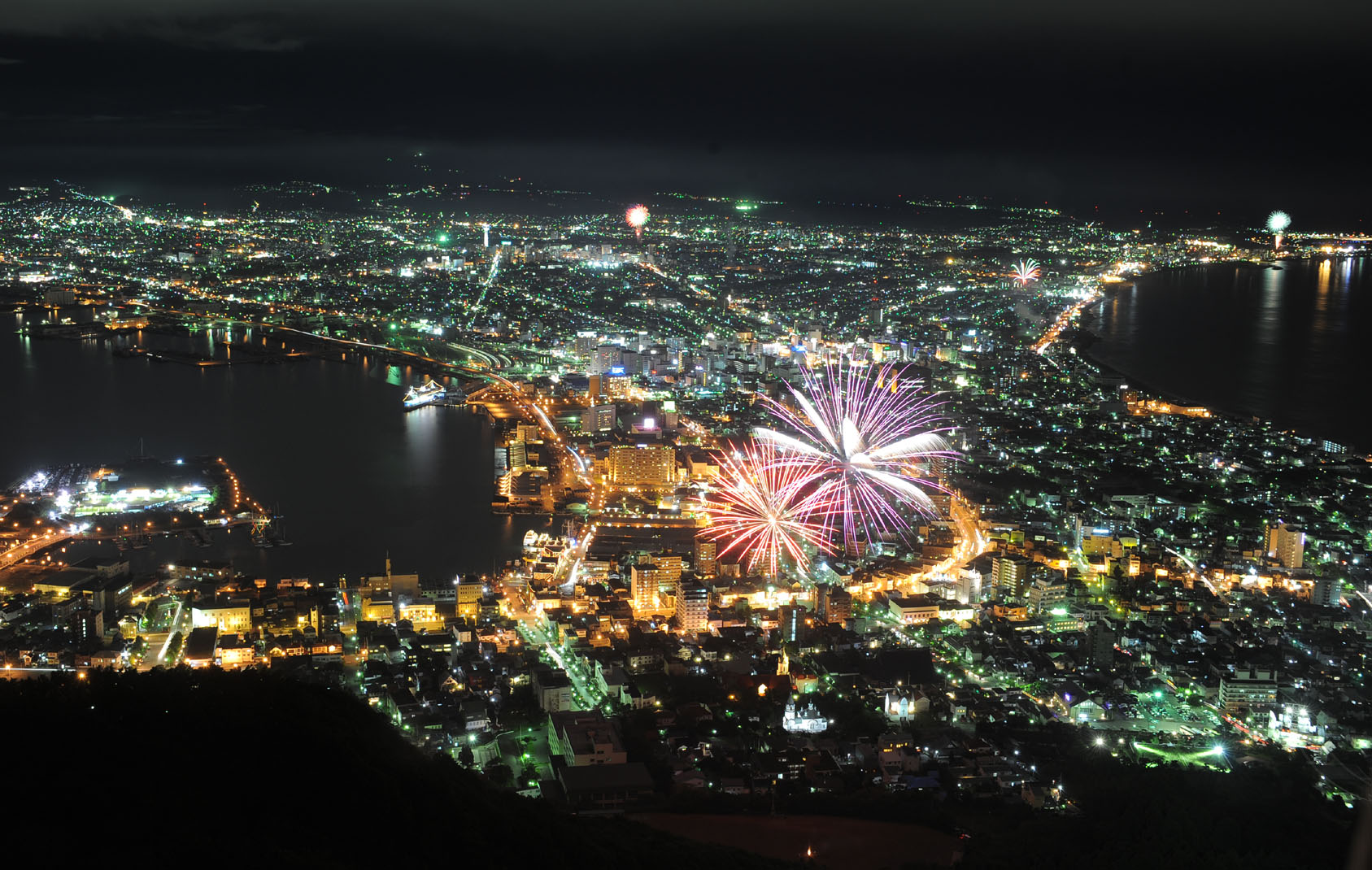
不明
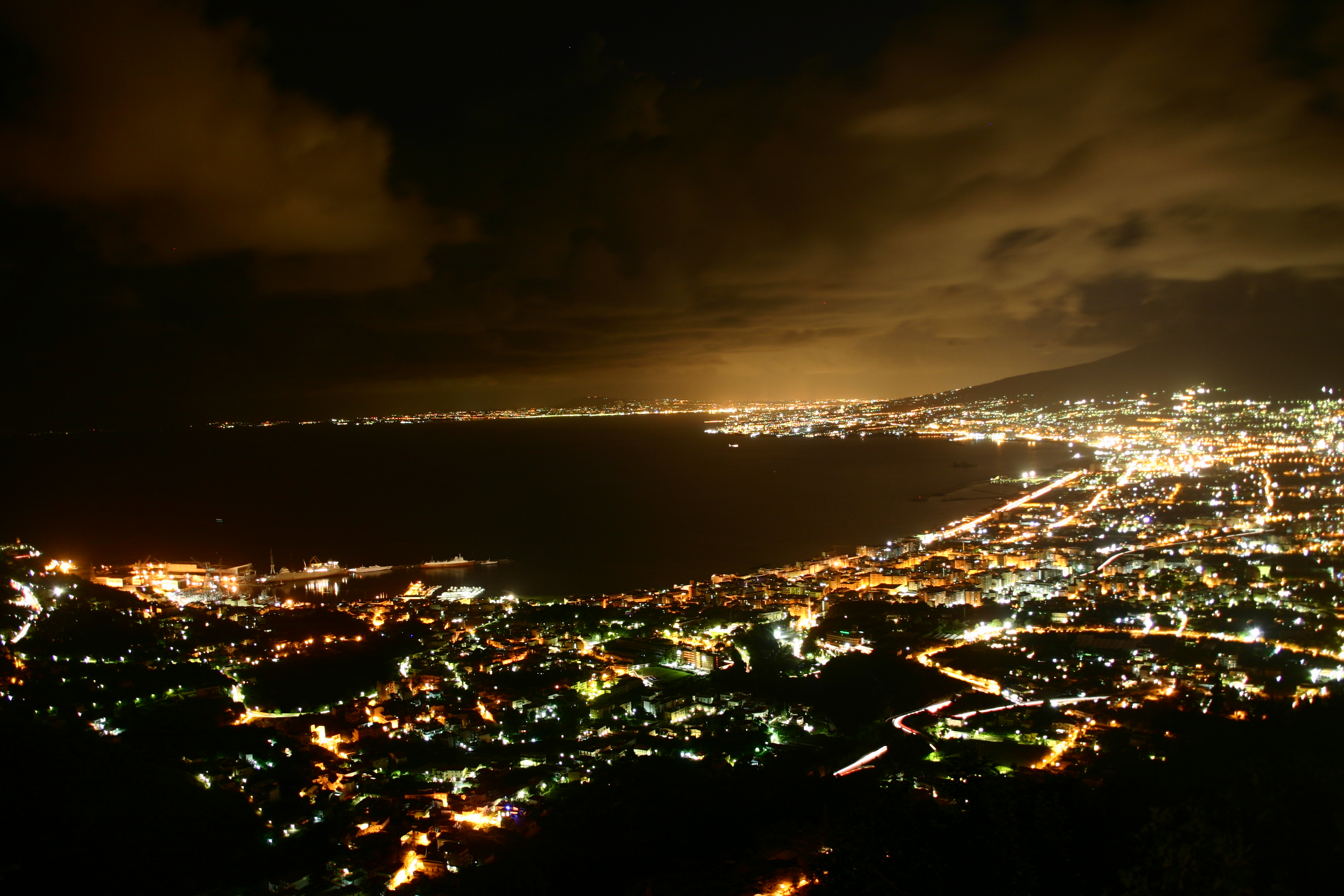
ナポリ

いずれの地も下記の通り海（港）・山（丘）・街が地形的に好条件でそろっている。
香港
狭いエリアに高層建築が立ち並ぶ。建築物が夜景のほとんどのボリュームを占め港（ビクトリア・ハーバー）はその谷間に見える。眺望地点は香港島にある山ビクトリア・ピークと対岸の九龍。
函館
都市の両側に海（函館湾と津軽海峡）があり、ほぼ中央に夜景が映し出されているというバランスがとれた地形で、一望できる位置に眺望地点である函館山（標高334m）が存在している。眺望地点は表夜景（函館山山頂）と裏夜景（横津岳山麓）の二種類ある。
ナポリ
緩やかな港のラインと奥にベスビオ山がそびえる構成。ただし眺望地点が丘で標高が低くくダイナミックさに欠ける。眺望地点はマルティーノ修道院（丘）と市街地（テラスや屋上）。

### 世界新三大夜景
日本の一般社団法人・夜景観光コンベンションビューローが、同法人が認定を行っている夜景鑑定士3,500人へのアンケートを基に、2012年10月に長崎市で行われた「夜景サミット2012 in 長崎」において、香港・長崎・モナコを「世界新三大夜景」と認定し、日本国外においては香港メディアがその様子を伝えた。

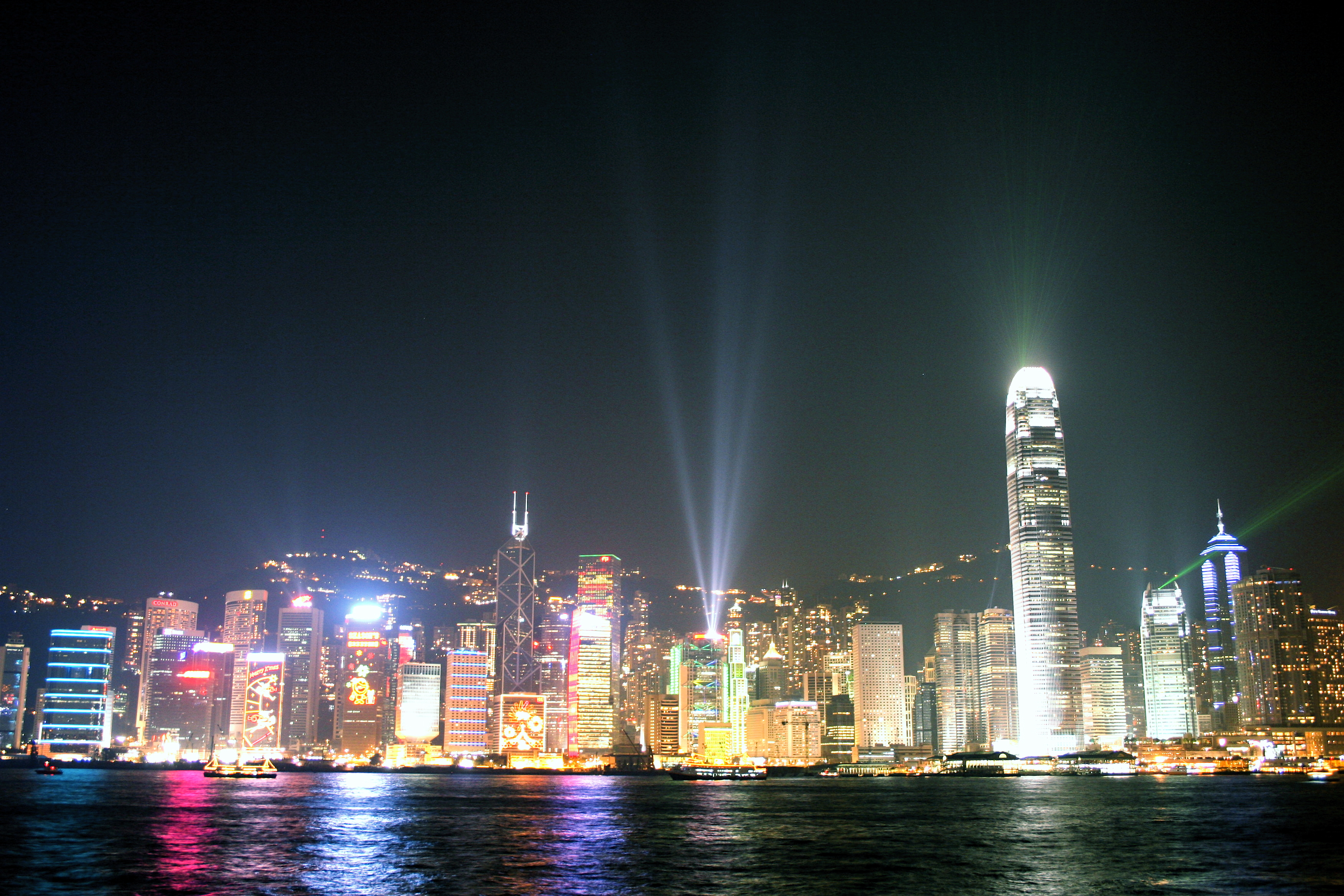
香港 （シンフォニー・オブ・ライツ）
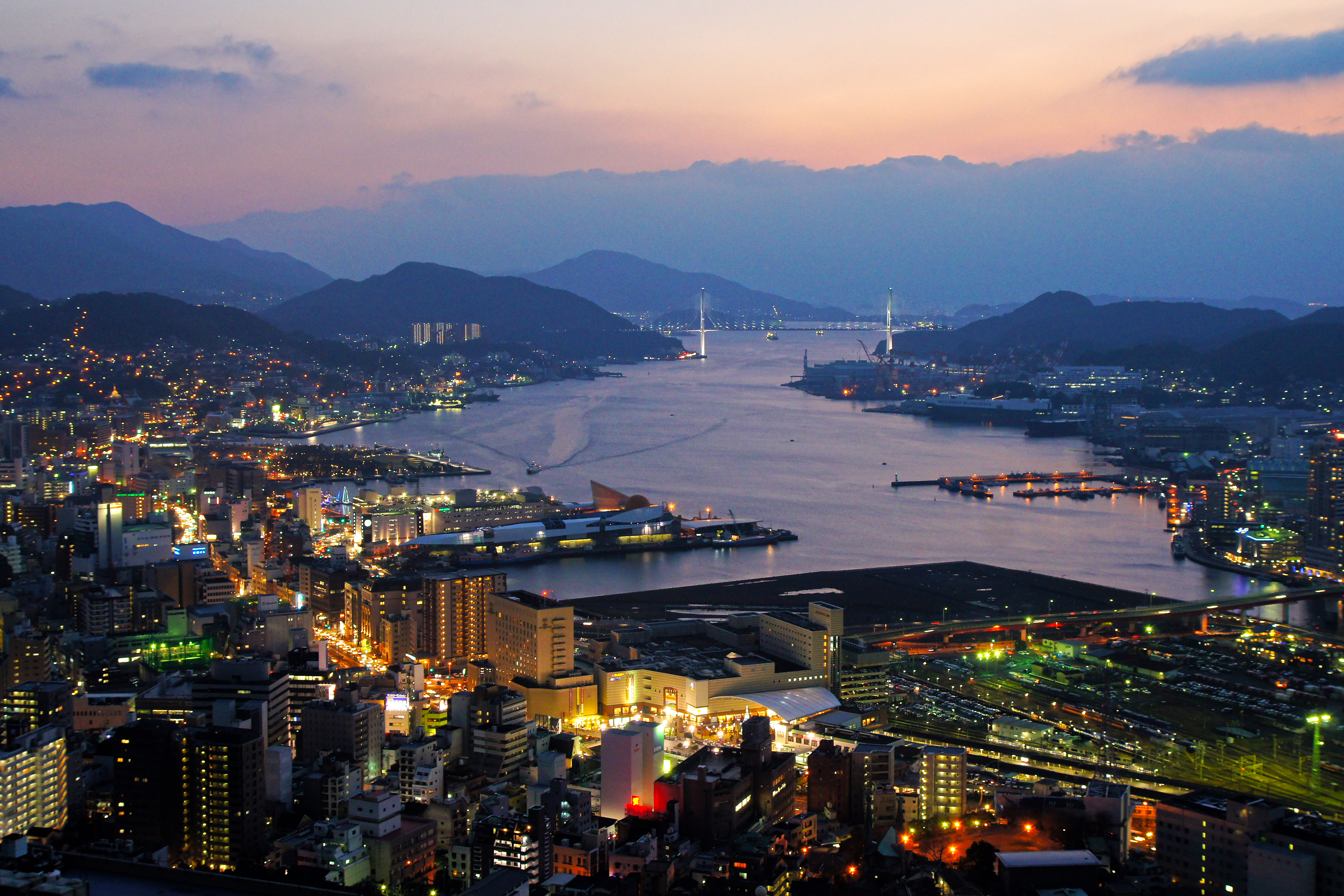
長崎
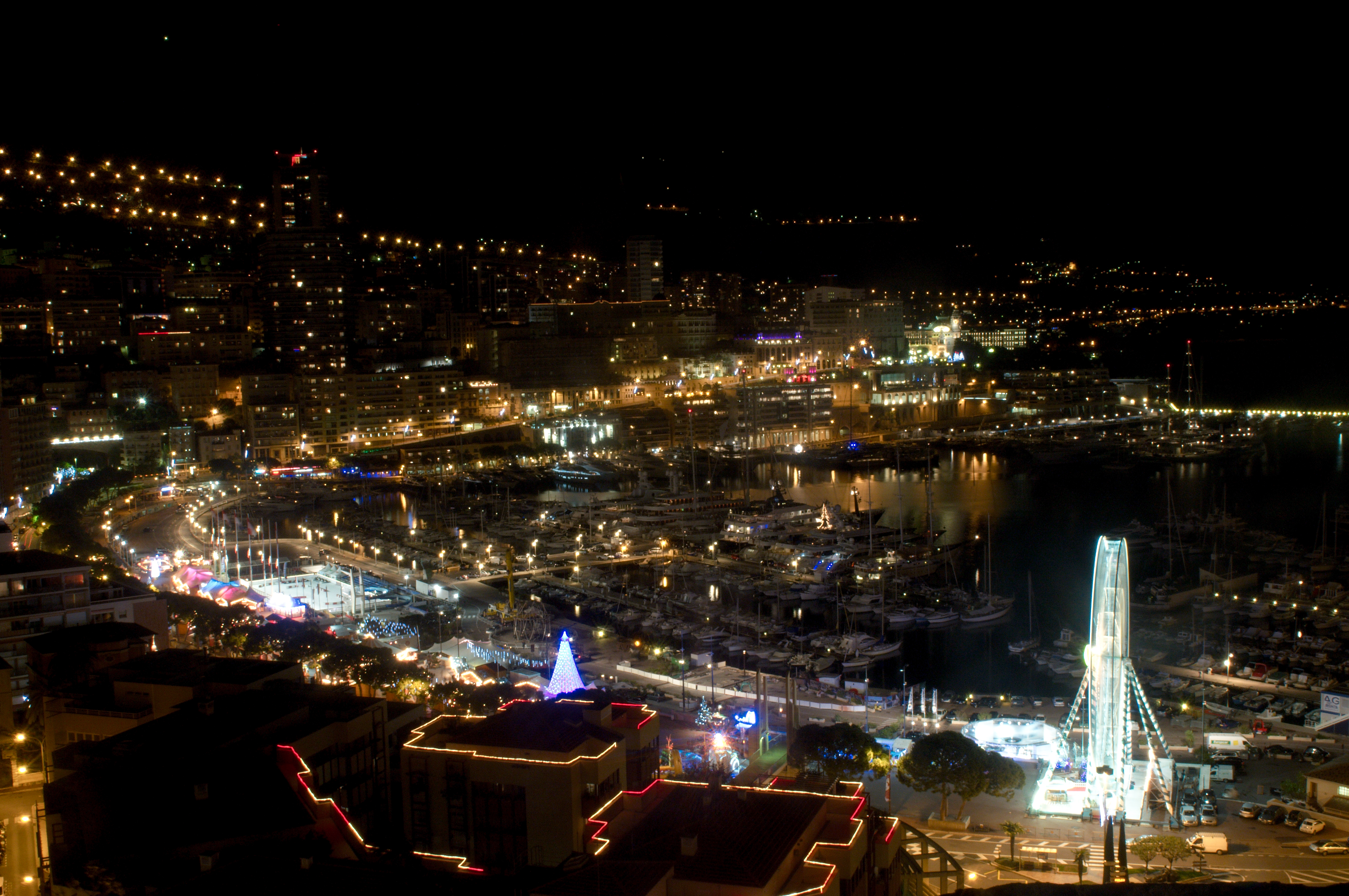
モナコ